# Bilāri
Bilāri är en ort i Indien.   Den ligger i distriktet Morādābād och delstaten Uttar Pradesh, i den norra delen av landet, 150 km öster om huvudstaden New Delhi. Bilāri ligger 198 meter över havet och antalet invånare är 29 666.
Terrängen runt Bilāri är mycket platt. Runt Bilāri är det mycket tätbefolkat, med 1 018 invånare per kvadratkilometer. Närmaste större samhälle är Chandausi, 18,9 km söder om Bilāri. Trakten runt Bilāri består till största delen av jordbruksmark.